# Näsåker
Näsåker est une localité de la commune de Sollefteå dans le comté de Västernorrland en Suède.
Sa population était de 515 habitants en 2019.